# Связь в Сирии
Министерство связи и технологий Сирии удерживает государственную власть над интернетом в Сирии. До гражданской войны в Сирии телекоммуникации медленно двигались к либерализации: на рынке интернет-услуг были выданы лицензии и запущены различные услуги. Во всём этом отражено изменение отношения правительства к либерализации, особенно после его обещания Европейскому союзу сделать рынок более свободным до 2010 года. Все остальные формы стационарной связи предоставляются государственным оператором — компанией Syrian Telecom (STE).

## Телекоммуникационные системы
Телефонный код: +963
Абонентов фиксированной связи в пользовании в 2009 году: 4 069 000.
Мобильных телефонов в пользовании в 2009 году: 11 696 000. Операторы сотовой связи: Syriatel (https://web.archive.org/web/20190427175143/http://www.syriatel.sy/) и MTN (http://www.mtn.com.sy). Большинство районов Сирии имеют доступ к мобильной связи, имеется достаточно вышек, что обеспечивает доступом к мобильной связи 96% населения страны. Качество вызова варьируется от хорошего до приемлемого. Большинство звонков заграницу не выдаются успешно, поскольку они являются наименее чёткими по качеству, чем звонки внутри страны.
Радио: 14 AM, 11 FM и 1 коротковолновая радиостанция в 1998 году. Радиооператорами являются принадлежащее государству Радио Сирийской Арабской Республики и первая частная радиостанция "Аль-Мадина FM", запущенная в марте 2005 года. Частные радиостанции не могут передавать новости или вещать о политической обстановке.
Телевидение: в Сирии существуют два оператора телевидения: принадлежащее государству Сирийское Телевидение, которое управляет двумя отечественными сетями и спутниковым каналом, вещающим на арабском, английском и французском языках, и частный телеканал Addounia TV. Ограничений на использование спутниковых приёмников нет, и многие зрители смотрят панарабские телеканалы. Примерно две трети сирийских домов имеют спутниковую антенну, обеспечивающую доступ к иностранным телепередачам.
Оппозиционные спутниковые станции вещают из-за границы; они включают в себя расположенное в Лондоне Barada TV и Orient News, которое вещает из ОАЭ.

## Интернет
Код страны: Домен верхнего уровня для Сирии — .sy.
По состоянию на июнь 2011 года, в Сирии насчитывалось 4 469 000 пользователей Интернета, то есть это 19,8% населения страны. По рейтингу охвата интернетом Сирия занимает 12-е место из 14 стран ближневосточного региона, чуть отставая от Иордании (26,8%) и опережая Йемен (9,7%) и Ирак (2,8%). С 2005 года наблюдается довольно устойчивый рост числа пользователей Интернета:
| Год  | Кол-во пользователей | Процент населения |
| ---- | -------------------- | ----------------- |
| 2000 | 30,000               | 0.2%              |
| 2002 | 220,000              | 1.2%              |
| 2005 | 800,000              | 4.2%              |
| 2009 | 3,565,000            | 16.4%             |
| 2010 | 3,935,000            | 17.7%             |
| 2011 | 4,469,000            | 19.8%             |
| 2016 | 5,502,250            | 29.6%             |
В 2010 году в стране насчитывалось 420 интернет-хостов, что поставило Сирию на 187-е место из 231 в мире.
При измеренной скорости загрузки, которая в среднем составляет 768 кбит/сек., скорость Интернета в Сирии относительно медленная по сравнению со средним мировым показателем 4,6 Мбит/сек.
Услуга ADSL в Сирии доступны с 2003 года. Однако ADSL доступна не во всех местах, и, если она доступна, у местной телефонной компании может быть недостаточно портов для её немедленной активации. До 2009 года широкополосный доступ в Интернет охватывал менее 0,2% населения Сирии.
Беспроводной интернет 3G доступен во всех крупных городах, а также в городах с развитым туризмом. Беспроводной интернет 2.5G EDGE доступен через операторов мобильной связи, SyriaTel и MTN. Доступ к беспроводному Интернету осуществляется с помощью USB-накопителя, приобретённого у операторов мобильной связи. Кроме того, SIM-карты с 3G для мобильных телефонов можно приобрести с планом данных. Однако на данный момент данные поддерживают только телефоны WCDMA.
Высокоскоростной интернет также доступен через многие интернет-кафе.

### Интернет-провайдеры
Интернет-провайдеры в Сирии представлены:
- View ISP
- INET
- Nas
- Omniya
- Runnet
- ZAD
- Lema
- Waves
- ProNet

### Интернет-цензура
В августе 2009 года по инициативе OpenNet Initiative было установлено, что Интернет-цензура в Сирии широко распространена в политической сфере и в сфере использования инструментов Интернета, и действует отборно в социальных областях и областях конфликта/безопасности. Сирия входит в список «Враг интернета» (составленный организацией «Репортёры без границ») с 2006 года, с момента создания этого списка. В 2009 году Комитет по защите журналистов назвал Сирию номером три в списке десяти худших стран, в которых трудно быть блогером. Учли также аресты, преследования и ограничения, которым подвергаются блогеры в Сирии.
В Сирии по политическим мотивам запрещён ряд веб-сайтов, а также арестованы люди, имеющие к ним доступ. Помимо фильтрации широкого спектра веб-контента, сирийское правительство очень внимательно следит за использованием интернета и задерживает граждан "за выражение своего мнения или распространение информации в интернете". Расплывчатые и широко сформулированные законы побуждают правительство к злоупотреблениям и вынуждают пользователей Интернета заниматься самоцензурой и самоконтролем, чтобы избежать двусмысленных оснований для ареста со стороны государства.
В феврале 2011 года Сирия прекратила цензурирование YouTube, Facebook и Twitter.
IP-телефония (VoIP) полностью заблокирована, и для работы с ней требуется прокси или виртуальная частная сеть (VPN).
Интернет-кафе, которые широко распространены и доступны для публики за оплату, могут использоваться для получения доступа к заблокированным сайтам. Однако со временем в интернет-кафе было введено больше ограничений, все общедоступные интернет-центры теперь нуждаются в оперативном утверждении со стороны служб безопасности, а также обязаны вести подробные записи о привычках своих клиентов в области сёрфинга, а те люди, которые были замечены за попыткой найти заблокированный контент, теперь арестовываются.

### Отключение интернета
В ноябре 2012 года сообщалось, что по состоянию на 29 ноября 2012 года все интернет-соединения между Сирией и внешним миром прекращены. Это всё происходило наряду с новостями об интенсивной деятельности повстанцев в Сирии. Мэттью Принц, Генеральный директор Cloudflare, сообщил, что до отключения интернета три подводных кабеля в Тартусе и четвёртый наземный кабель, протянутый через Турцию, обеспечивали соединение Сирии с интернетом. Согласно интервью Эдварда Сноудена в августе 2014 года, отключение интернета в Сирии было связано с неудачной попыткой Агентства национальной безопасности США (NSA) внедрить вредоносные программы на основной маршрутизатор одного из основных интернет-провайдеров страны.